# Dypterygia caliginosa
Dypterygia caliginosa är en fjärilsart som beskrevs av Walker 1858. Dypterygia caliginosa ingår i släktet Dypterygia och familjen nattflyn. Inga underarter finns listade i Catalogue of Life.